# Snapper Music
La Snapper Music è un'etichetta discografica inglese fondata nel 1996.

## Artisti principali
- Deep Purple
- Judas Priest
- L.A. Guns
- Motörhead
- Overkill
- Pink Floyd
- Prince
- Santana
- Skin
- Testament
- Uriah Heep
- Venom
- W.A.S.P.
- Yes